# Télé mobile de Bell
Télé mobile de Bell est un service de télévision mobile offert aux clients de Bell Mobilité et de Virgin Mobile Canada. À la fin de 2013, 1 230 000 clients disposaient de la Télé mobile de Bell, soit 15,8 % de la clientèle mobile de Bell.

## Histoire
Dans les années 2000, les premières versions du service Télé mobile de Bell utilisaient le réseau CDMA plus lent.
En 2010, le service a été amélioré par l'implantation du protocole HSPA+, puis le service a été étendu aux tablettes et aux clients de Virgin Mobile Canada.